# Wang Xiaoyun
Wang Xiaoyun (chinês tradicional: 王小雲, chinês simplificado: 王小云, pinyin: Wáng Xiǎoyún; nascida em 1 de janeiro de 1966) é uma criptógrafa, matemática e cientista da computação chinesa. Ela é uma professora do Departamento de Matemática e Ciência do Sistema da Shandong University e acadêmica da Academia Chinesa de Ciências.

## Infância e educação
Wang nasceu em Zhucheng, província de Shandong, em 1 de janeiro de 1966. Ela obteve os graus de bacharelado (1987), mestrado (1990) e doutorado (1993) na Shandong University, e posteriormente lecionou no departamento de matemática em 1993. Seu orientador de doutorado foi Pan Chengdong. Wang foi nomeada professora assistente em 1995 e professora titular em 2001. Ela se tornou professora Chen Ning Yang do Centro de Estudos Avançados da Universidade Tsinghua em 2005.

## Carreira e pesquisa
Na sessão final do CRYPTO 2004, ela e os coautores demonstraram ataques de colisão contra MD5, SHA-0 e outras funções hash relacionadas (uma colisão ocorre quando duas mensagens distintas resultam na mesma saída de função hash). Eles receberam uma ovação de pé por seu trabalho.
Em fevereiro de 2005, foi relatado que Wang e os coautores Yiqun Lisa Yin e Hongbo Yu encontraram um método para encontrar colisões na função hash SHA-1, que é usada em muitos dos produtos de segurança convencionais de hoje. Estima-se que seu ataque exija menos de 269 operações, muito menos do que as 280 operações anteriormente consideradas necessárias para encontrar uma colisão no SHA-1. Seu trabalho foi publicado na conferência CRYPTO '05. Em agosto de 2005, um ataque aprimorado ao SHA-1, descoberto por Wang, Andrew Yao e Frances Yao, foi anunciado na sessão de apoio da conferência CRYPTO. A complexidade de tempo do novo ataque é de 263.

## Prêmios e honras
Em 2019, ela foi nomeada Fellow da International Association for Cryptologic Research (IACR) por "Contribuições essenciais para a criptoanálise e design de funções hash, e por serviços para o IACR".